# 圆齿刺蕨
圆齿刺蕨（学名：Egenolfia crenata），为实蕨科刺蕨属下的一个植物种。